# 広島カンツリー倶楽部
広島カンツリー倶楽部（ひろしま - くらぶ）は、広島県東広島市にある、一般社団法人広島カンツリー倶楽部が運営するゴルフ場である。

## 歴史
「西条コース」と「八本松コース」があり、八本松コースでは全国規模の大会が過去複数回開催されている。
1955年、地元財界の要望で誕生。同年10月に「西条コース」が丸毛信勝（アウトコース）上田治（インコース）の設計で開設。1963年、「八本松コース」が上田治の設計により開設。
1972年、広島テレビ放送が開局10周年を記念して、八本松コースにて男子ツアー・広島オープンゴルフがスタート。翌年には女子ツアー・広島女子オープンゴルフが開催され、それぞれ2007年・1996年まで行われた。（ただし広島女子オープンゴルフは別コースで開催された時期もある。）日本女子オープンゴルフ選手権競技は過去2度、マツダジャパンクラシック（現:TOTOジャパンクラシック）は過去1度開催されたことがある。1994年アジア競技大会ゴルフ競技会場でもある。

## 西条コース
情報
- 開場日
  - 1955年10月15日
- 設計者
  - Out:丸毛信勝、In:上田治
- コース

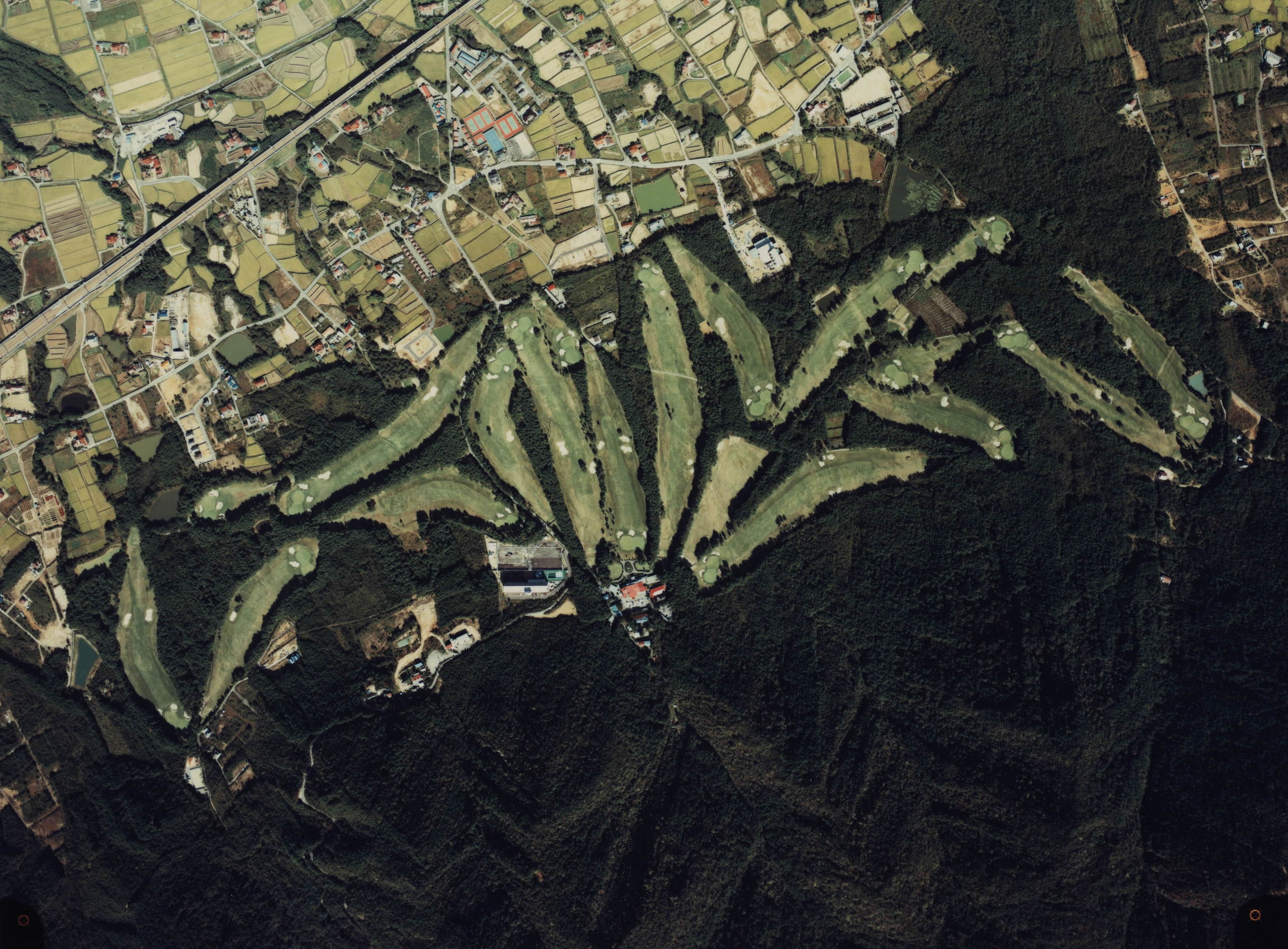
1981年。

  - 6,713Y（Out:3,316、In:3,397）　18ホールズ　パー72

概要
適度なアップダウンがあり、全体的に八本松コースよりも広く全ホールが松林によりセパレートされている。
所在地
- 広島県東広島市西条町下三永730-10
  - 山陽本線・西条駅から車で15分
  - 山陽新幹線・東広島駅から車で5分

## 八本松コース
情報
- 開場日
  - 1962年11月29日
- 設計者
  - 上田治
- コース

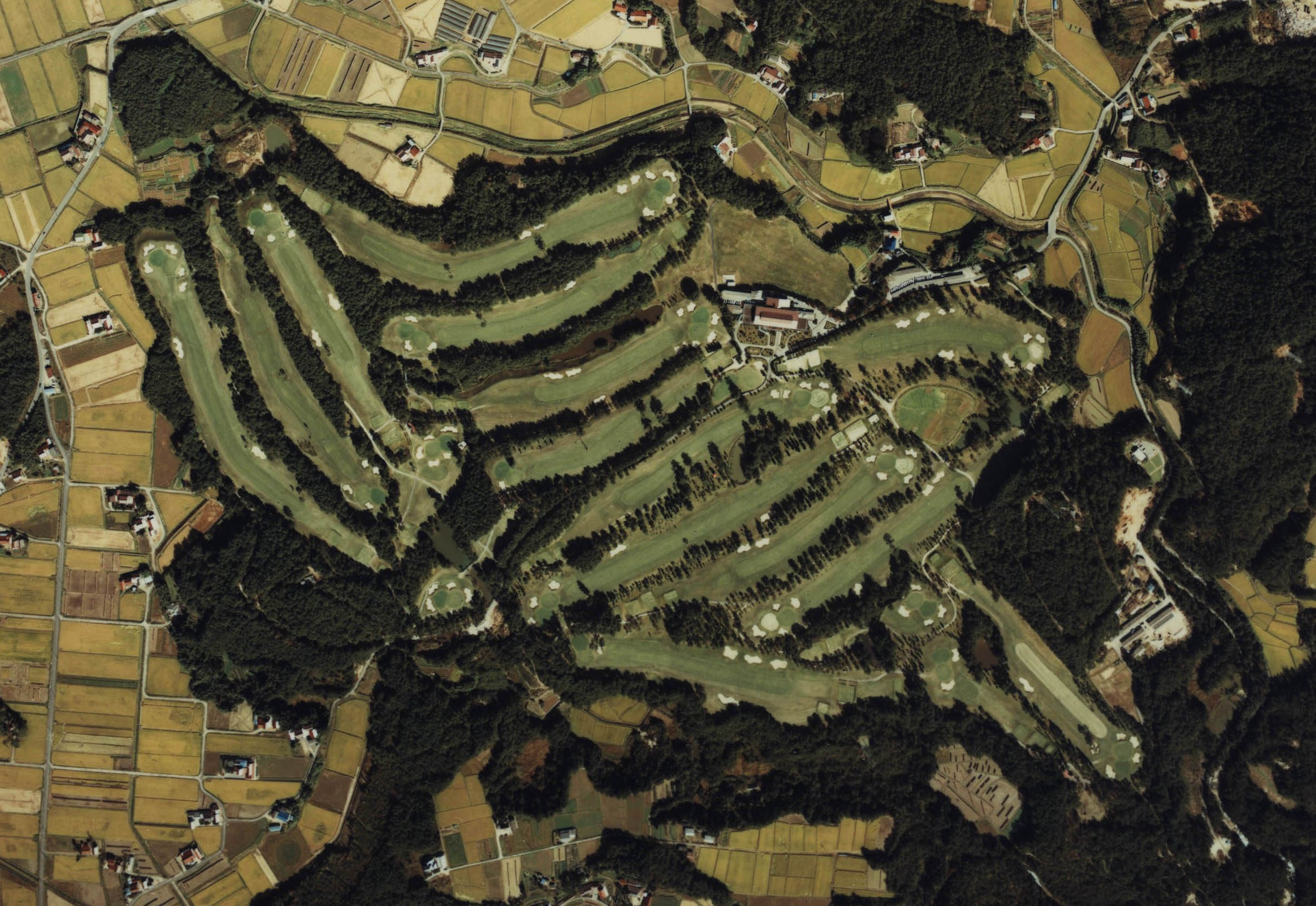
1981年。

  - 7,035Y（Out:3,584、In:3,451）　18ホールズ　パー72

概要
ほとんどアップダウンを感じさせない設計で、全体的に西条コースよりもやや狭く戦略性が高い、全ホールが松林によりセパレートされている。
所在地
- 広島県東広島市八本松町原11083-1
  - 山陽本線
    - 八本松駅から車で15分
    - 西条駅から車で20分

  - 山陽新幹線
    - 東広島駅から車で15分

## 開催された主な大会
西条コース
- 中四国オープンゴルフ選手権競技：1976年、1978年、1985年
- 広島女子オープンゴルフ：1984年、1994年 - 1996年

八本松コース
- 日本女子オープンゴルフ選手権競技：1979年、2004年
- マツダジャパンクラシック：1984年
- 広島オープン/（ヨネックス→住建産業→ウッドワン）オープン広島ゴルフトーナメント：1972年 - 2007年※年度により西条コースで開催。
- 広島女子オープンゴルフ：1973年 - 1974年、1976年 - 1977年、1980年、1982年 - 1983年、1987年
- 1994年アジア競技大会ゴルフ競技